# Urceola micrantha
Espèce
Synonymes
Ecdysanthera utilis Hayata & Kawak.
Urceola micrantha est une espèce de plantes à fleurs eudicotylédones de la famille des Apocynacées originaire d'Asie. 
C'est une plante médicinale traditionnelle. Elle contient les tanins condensés procyanidine B2, procyanidine A1 et procyanidine A2.